# Almanzor (cheval)
Pour les articles homonymes, voir Almanzor (homonymie).
Almanzor (né le 11 mars 2013) est un cheval de course Pur-sang français, élu meilleur 3 ans de l'année l'année en 2016 en Europe. Propriété de Gérard-Augustin Normand et Antonio Caro, courant sous les couleurs de ce dernier, il était entraîné par Jean-Claude Rouget et monté en courses par Jean-Bernard Eyquem ou Christophe Soumillon.

## Carrière de courses
Passé par les ventes de yearling à Deauville, Almanzor fut acquis pour 100 000 € par l'entraîneur palois Jean-Claude Rouget, pour le compte de Gérard-Augustin Normand, en association avec Antonio Caro. Il débuta victorieusement au mois de juillet de ses 2 ans sur l'hippodrome de La Teste, en Gironde, puis enchaîna avec deux autres succès en Aquitaine, dont le Grand Critérium de Bordeaux (listed), avant de se frotter à l'élite parisienne dans le Critérium International, en octobre. Mais il échoua nettement, terminant à la septième place, et concluant ainsi sa campagne à 2 ans par un échec. 
De retour à 3 ans, Almanzor fait sa rentrée dans le Prix de Fontainebleau, un groupe 3 préparatoire à la Poule d'Essai des Poulains. Il y obtient une bonne troisième place mais, plutôt que se diriger vers la Poule d'Essai, s'essaie sur un parcours plus long[pertinence contestée] dans le Prix de Guiche (groupe 3) qu'il remporte aisément devant seulement trois adversaires. Ce succès ne suffit pas à en faire l'un des favoris du Prix du Jockey-Club. Il va pourtant se montrer souverain dans le Derby français, s'imposant au prix d'un très bel effort, sous la monte de Jean-Bernard Eyquem, qui s'impose pour la première fois à ce niveau. Ce sacre, à une côte d'outsider (20/1), ne soulève guère d'enthousiasme tant cette génération de 3 ans semble relativement faible. Almanzor va pourtant prouver par la suite qu'il est un grand vainqueur de Jockey-Club. Sa rentrée a lieu dans le Prix Guillaume d'Ornano à Deauville, en août, où il fait étalage de sa classe pour dominer à nouveau son dauphin de Chantilly, l'Aga Khan Zarak, le fils de la grande Zarkava.
Un mois plus tard, il se rend à[pertinence contestée] Leopardstown, en Irlande, pour rencontrer pour sa première confrontation inter-générations dans les Irish Champion Stakes[Quoi ?]. Monté par Christophe Soumillon, il s'y impose, remportant ainsi son deuxième groupe 1. Mais plus que la victoire, c'est la liste des chevaux qu'il domine qui le fait changer de dimension. Cette édition 2016 de la grande épreuve irlandaise rassemble en effet un lot tout à fait exceptionnel, l'un des plus denses et les plus relevés jamais vus en compétition, hors le Prix de l'Arc de Triomphe. Ce jour-là, Almanzor devance en effet les championnes irlandaises Found (deuxième), lauréate de l'Arc trois semaines plus tard, et Minding (troisième), vainqueur de sept groupe 1 et qui sera nommée cheval de l'année en Europe en 2016, mais aussi le Français New Bay (quatrième), son prédécesseur au palmarès du Jockey-Club et qui a fini troisième derrière Golden Horn et devant Trêve dans l'Arc 2015, le globe-trotter Highland Reel (septième), vainqueur des King George et bientôt dauphin de Found dans l'Arc, en prélude à un succès dans la Breeders' Cup Turf, ou encore le classique Harzand (dixième), meilleur poulain des îles britanniques, auteur du doublé Derby-Irish Derby et d'autres vainqueurs ou futurs vainqueurs au niveau groupe 1. Cette victoire de très haut standing lui vaudra un rating Timeform de 133 (le troisième de l'année dans le monde, derrière les Américains Arrogate et California Chrome, à égalité avec l'Australienne Winx) et une quatrième place aux bilans mondiaux de la FIAH, derrière les mêmes. 
La voie semble alors toute tracée pour un Prix de l'Arc de Triomphe dont il est déjà, pour les bookmakers anglais, le grandissime favori. Mais, à la surprise générale, son entraîneur renonce à maintenir son engagement dans la grande épreuve parisienne, privilégiant sa récupération, les parcours sur 2000 mètres, et une participation l'année suivante, à 4 ans. Le forfait à la dernière minute, sur blessure, de son autre représentante, la championne invaincue La Cressonnière, brillante lauréate du Prix de Diane et de la Poule d'Essai des Pouliches, ne fait pas changer ses plans Jean-Claude Rouget, qui a décidé de disputer plutôt les Champion Stakes en octobre à Ascot. La victoire de Found dans l'Arc, devant Highland Reel et autres New Bay et Harzand, laissera d'éternels regrets aux supporters d'Almanzor, qui les avait tous devancés à Leopardstown. Il prouvera d'ailleurs une nouvelle fois sa supériorité, du moins sur 2000 mètres, en devançant une nouvelle fois Found à Ascot, s'offrant un rare et magnifique doublé Irish Champion Stakes / Champion Stakes. La saison 2016 d'Almanzor s'arrête là et même s'il échoue pour le titre de cheval de l'année, remis à Minding qu'il avait pourtant nettement battue en Irlande. Il est cependant sacré meilleur 3 ans européen.
En 2017, l'objectif annoncé d'Almanzor est le Prix de l'Arc de Triomphe, mais sa préparation est retardée par le virus de rhinopneumonie qui a durement touché les écuries de Jean-Claude Rouget à Pau. Sa rentrée est prévue tardivement, en juin,. C'est seulement en août que le champion fera sa rentrée, dans le Prix Gontaut-Biron, un groupe 3 disputé à Deauville. Mais Almanzor n'est que l'ombre de lui-même, terminant cinquième des six partants. Cette cuisante défaite, qui semble démontrer que le cheval n'est plus le même que l'année passée, réduit à néant les espoirs d'Arc, et quelques jours plus tard l'entourage d'Almanzor annonce qu'il met un terme à sa carrière pour prendre le chemin du haras en 2018,.

### Résumé de carrière
| Date         | Hippodrome     | Pays        | Course                      | Statut      | Distance    | Jockey       | Place       | Écart       | Vainqueur / deuxième | Temps       |
| 2015, 2 ans  | 2015, 2 ans    | 2015, 2 ans | 2015, 2 ans                 | 2015, 2 ans | 2015, 2 ans | 2015, 2 ans  | 2015, 2 ans | 2015, 2 ans | 2015, 2 ans          | 2015, 2 ans |
| ------------ | -------------- | ----------- | --------------------------- | ----------- | ----------- | ------------ | ----------- | ----------- | -------------------- | ----------- |
| 1er juillet  | La Teste       | France      | Prix du Naissaim            | Maiden      | 1 400 m     | J.-B. Eyquem | 1er / 6     | 1 ½         | Taqaseem             | 1'28"07     |
| 21 août      | Clairefontaine | France      | Prix Tunisair               | Course D    | 1 600 m     | J.-B. Eyquem | 1er / 8     | 3           | Valley Kid           | 1'41"80     |
| 8 octobre    | Le Bouscat     | France      | Grand Critérium de Bordeaux | Listed      | 1 600 m     | J.-B. Eyquem | 1er / 6     | 3           | Camp Courage         | 1'40"28     |
| 1er novembre | Saint-Cloud    | France      | Critérium International     | Gr. 1       | 1 400 m     | C. Soumillon | 7e / 8      | 4 ½         | Johannes Vermeer     | 1'30"15     |
| 2016, 3 ans  |                |             |                             |             |             |              |             |             |                      |             |
| 20 avril     | Chantilly      | France      | Prix de Fontainebleau       | Gr. 3       | 1 600 m     | J.-B. Eyquem | 3e / 10     | 3/4         | Dicton               | 1'38"20     |
| 10 mai       | Chantilly      | France      | Prix de Guiche              | Gr. 3       | 1 800 m     | C. Soumillon | 1er / 4     | 2           | Floodlight           | 1'53"98     |
| 5 juin       | Chantilly      | France      | Prix du Jockey-Club         | Gr. 1       | 2 100 m     | J.-B. Eyquem | 1er / 16    | 1 ½         | Zarak                | 2'11"62     |
| 15 août      | Deauville      | France      | Prix Guillaume d'Ornano     | Gr. 2       | 2 000 m     | J.-B. Eyquem | 1er / 9     | 1           | Zarak                | 2'09"63     |
| 10 septembre | Leopardstown   | Irlande     | Irish Champion Stakes       | Gr. 1       | 2 000 m     | C. Soumillon | 1er / 9     | 3/4         | Found                | 2'08"93     |
| 15 octobre   | Ascot          | Royaume-Uni | Champion Stakes             | Gr. 1       | 2 000 m     | C. Soumillon | 1er / 7     | 2           | Found                | 2'05"94     |
| 2017, 4 ans  |                |             |                             |             |             |              |             |             |                      |             |
| 15 août      | Deauville      | France      | Prix Gontaut-Biron          | Gr. 3       | 2 000 m     | C. Soumillon | 5e / 6      | 3 ½         | First Sitting        | 2'06"11     |

## Au haras
Installé au Haras d'Etreham, en Normandie, Almanzor facture ses services pour 35 000 €[pertinence contestée] lors de sa première année de monte. Il fait également la navette avec la Nouvelle-Zélande, où il officie à NZ$ 30 000. À partir de 2024, il s'installe définitivement en Nouvelle-Zélande.  
Parmi ses meilleurs produits, on peut citer (avec le père de mère entre parenthèses) :
- Gezora (Silver Hawk) : Prix de Diane, Prix Saint-Alary.
- Manzoice (Mastercraftsman) : Victora Derby.
- Circle of Fire (Galileo) : Sydney Cup.

## Origines
Il fallait avoir l’œil pour dénicher Almanzor sur le ring de Deauville, car son pedigree n'est pas a priori de ceux qui font corner une page du catalogue de la vente[non neutre]. Il ressort en effet de la première production de Wootton Bassett, qui demeura invaincu à 2 ans et s'adjugea le Prix Jean-Luc Lagardère, mais ne put jamais confirmer l'année suivante. Wootton Bassett faisait alors la monte à 6 000 € et s'est révélé, à la surprise générale, comme un excellent reproducteur. Depuis les exploits de ses rejetons, son tarif est passé à 40 000 €. Il a depuis été recruté par la galaxie Coolmore où le prix de saillie est passé à 300 000 €. 
Si l'ascendance paternelle d'Almanzor est marquée par des chevaux de vitesse (Iffraaj, Primo Dominie), on peut trouver quelques menus indices de tenue du côté maternel, qui s'appuie sur une souche Aga Khan. Sa troisième mère, Daralbayda, s'est classée en effet troisième sur les 2 500 mètres du Prix Minerve (Gr.3) avant de bien tracer au haras via sa fille Darinska (Zilzal), troisième du Prix de Royaumont et génitrice de la championne sur le mile Darjina (Zamindar), lauréate de la Poule d'Essai des Pouliches, du Prix du Moulin de Longchamp, d'Astarté, deuxième du Dubai Duty Free, des Queen Anne Stakes, des Sun Chariot Stakes ou encore du Prix d'Ispahan.

### Pedigree
| Origines de Almanzor (FR), mâle bai né en 2013 | Origines de Almanzor (FR), mâle bai né en 2013 | Origines de Almanzor (FR), mâle bai né en 2013 | Origines de Almanzor (FR), mâle bai né en 2013 |
| ---------------------------------------------- | ---------------------------------------------- | ---------------------------------------------- | ---------------------------------------------- |
| Père Wootton Bassett 2008                      | Iffraaj 2001                                   | Zafonic                                        | Gone West                                      |
| Père Wootton Bassett 2008                      | Iffraaj 2001                                   | Zafonic                                        | Zaizafon                                       |
| Père Wootton Bassett 2008                      | Iffraaj 2001                                   | Pastorale                                      | Nureyev                                        |
| Père Wootton Bassett 2008                      | Iffraaj 2001                                   | Pastorale                                      | Park Appeal                                    |
| Père Wootton Bassett 2008                      | Balladonia 1996                                | Primo Dominie                                  | Dominion                                       |
| Père Wootton Bassett 2008                      | Balladonia 1996                                | Primo Dominie                                  | Swan Ann                                       |
| Père Wootton Bassett 2008                      | Balladonia 1996                                | Susquehanna Days                               | Chief's Crown                                  |
| Père Wootton Bassett 2008                      | Balladonia 1996                                | Susquehanna Days                               | Gliding By                                     |
| Mère Darkova 2008                              | Maria's Mon 1993                               | Wavering Monarch                               | Majestic Light                                 |
| Mère Darkova 2008                              | Maria's Mon 1993                               | Wavering Monarch                               | Uncommitted                                    |
| Mère Darkova 2008                              | Maria's Mon 1993                               | Caralotta Maria                                | Caro                                           |
| Mère Darkova 2008                              | Maria's Mon 1993                               | Caralotta Maria                                | Water Malone                                   |
| Mère Darkova 2008                              | Darkara 2001                                   | Halling                                        | Diesis                                         |
| Mère Darkova 2008                              | Darkara 2001                                   | Halling                                        | Dance Machine                                  |
| Mère Darkova 2008                              | Darkara 2001                                   | Daralbayda                                     | Doyoun                                         |
| Mère Darkova 2008                              | Darkara 2001                                   | Daralbayda                                     | Daralinha (Famille: 1-e)                       |